# Theudebert II.
Theudebert II. (francouzsky Thibert ou Théodebert) (585?–612) byl franský král Austrasie od roku 595 až do své smrti v roce 612. Kromě království Austrasie získal vládu i v Poitiers, Tours, Le Puy-en-Velay, Bordeaux, Châteaudun, Champagne a Auvergne. Jeho otec byl franský král Childebert II., matkou královna Faileuba.
Po smrti svého otce Childeberta byl ještě nedospělý a tak za něho a jeho bratra Theudericha II. vládla jeho babička Brunhilda jako regentka. Když bratři dospěly, Theudebert zdědil Austrasii, zatímco Theuderich se stal králem Burgundského království. Oba bratři v bojích o moc stáli v bitvách často proti sobě. V roce 599 Theuderich porazil Theudeberta u Sens, poté se oba bratři spojili proti svému bratranci Chlotharovi II. a v letech 600–604 ho porazili u Dormelles poblíž Montereau-Fault-Yonne, přičemž získali velkou část území Chlotharovy Neustrie. Získané území ale vzápětí oba bratry znesvářilo natolik, že se znovu postavili v bojích proti sobě. Kromě bitev mezi oběma bratry musel Theuderich v roce 605 čelit napadení svého království Chlotharem II. V roce 612 byl Theudebert poražen Theuderichem u Toulu a u Zülpichu.
Theudebert II. byl dvakrát ženatý. V roce 600 se jeho první manželkou stala Bilichildis, kterou v roce 610 osobně zavraždil. Druhou manželkou se ještě v roce Bilichildiny vraždy stala Teudechilda. Se svými manželkami měl čtyři děti. Dcera Emma z Austrasie je někdy považována za manželku kentského krále Eadbalda.
Theudebert byl na příkaz své babičky Brunhildy internovaný do kláštera a v roce 612 zavražděný společně se svým malým synem Merovechem.